# The World's Greatest Tag Team
World's Greatest Tag Team è stato un tag team di wrestling attivo tra il 2002 e il 2015, formato da Charlie Haas e Shelton Benjamin. Inizialmente, tra il 2002 e il 2003, i due facevano parte del Team Angle, insieme a Kurt Angle.

## Storia

### World Wrestling Entertainment (2002-2009)

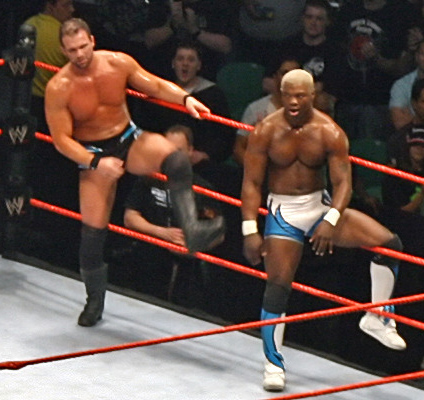
Charlie Haas e Shelton Benjamin

Questo tag team era formato da Shelton Benjamin e Charlie Haas e debuttò il 26 dicembre 2002, nel roster di SmackDown!. Paul Heyman introdusse il team sotto il nome "Team Angle" poiché inizialmente essi venivano guidati e supportati da Kurt Angle, col quale concorreranno in diversi match. Il 4 febbraio 2003, sotto la guida di Angle, il team vince contro i Los Guerreros ottenendo il WWE Tag Team Championship. Successivamente Haas e Benjamin vinceranno un match riottenendo il titolo di coppia contro Eddie Guerrero e Tajiri, quest'ultimo sostituto di Chavo. Dopodiché il duo cambierà nome del tag team in World's Greatest Tag Team, a seguito del loro tradimento e pestaggio verso il loro maestro Kurt Angle (dovuti alla pubblica dichiarazione di Angle alcune settimane prima, dove egli manifestò la sua grossa frustrazione e disapprovazione nell'avere due alleati non più rilevanti). I due poi perderanno definitivamente i titoli contro proprio i Los Guerreros, i loro principali avversari nella loro carriera di tag team. Inizieranno quindi una faida con gli Acolyte Protection Agency che culminerà in un match a No Way Out 2004 vinto dal World Greatest Tag Team. Partiti come favoriti per il Tag Team Fatal Four Way Match per i titoli di coppia di WrestleMania XX, usciranno dal ppv con un nulla di fatto e con le cinture ancora in mano a Scotty 2 Hotty e Rikishi.
La coppia si scioglierà quando Benjamin finirà nel roster di Raw, durante la Draft Lottery del 2004. Nel 2006 Benjamin riformerà con Haas il World's Greatest Tag Team a Raw; successivamente il duo lotterà per la conquista dei titoli di coppia per lungo tempo, ma senza successo. Dopo essere poi ritornati entrambi allo show blu, durante l'episodio dell'8 maggio 2009, Benjamin ha accompagnato Haas sul ring per il suo match contro John Morrison, accennando a un possibile ritorno in tag team. La settimana successiva, la coppia si è quindi riformata e ha affrontato John Morrison e CM Punk, perdendo. La coppia poi si è nuovamente sciolta a causa del passaggio di Benjamin al roster della ECW.

## Nel wrestling

### Manager
- Kurt Angle
- Paul Heyman

### Musiche d'ingresso
- Heroes di Jim Johnston (WWE)
- Mess You Up di Maurice Davis (ROH)

## Titoli e riconoscimenti
- Ohio Valley Wrestling
  - Danny Davis Invitational Tag Team Tournament (2015)
- Pro Wrestling Illustrated
  - PWI Tag Team of the Year (2003)
- Ring of Honor
  - ROH World Tag Team Championship (2)
- World Wrestling Entertainment
  - WWE Tag Team Championship (2)